# Затруп
Затруп (њем. Satrup) општина је у њемачкој савезној држави Шлезвиг-Холштајн. Једно је од 134 општинска средишта округа Шлезвиг-Фленсбург. Према процјени из 2010. у општини је живјело 3.630 становника. Посједује регионалну шифру (AGS) 1059071, NUTS (DEF0C) и LOCODE (DE SAP) код.

## Географски и демографски подаци
Затруп се налази у савезној држави Шлезвиг-Холштајн у округу Шлезвиг-Фленсбург. Општина се налази на надморској висини од 38 метара. Површина општине износи 24,0 km². У самом мјесту је, према процјени из 2010. године, живјело 3.630 становника. Просјечна густина становништва износи 151 становника/km².